# Cour suprême du Kosovo
Pour les autres articles nationaux ou selon les autres juridictions, voir Cour suprême.
La Cour suprême de la République du Kosovo (en albanais : Gjykata Supreme e Republikës së Kosovës, en serbe : Врховни суд Републике Косова) est la plus haute juridiction kosovare. 

## Compétences
Selon l'article 22 de la loi sur les tribunaux, la Cour suprême exerce les compétences suivantes : 
- elle examine « les demandes de recours extraordinaires contre les décisions finales des tribunaux » ;
- elle examine « les demandes de révision contre les décisions litigieuses des cours de seconde instance » ;
- elle « définit les principes les attitudes et les voies de recours pour les questions qui ont une importance pour l'application unique de lois par les tribunaux sur le territoire du Kosovo » ;
- elle examine « les affaires de l'Agence des domaines du Kosovo » ;
- elle examine « les affaires de l'Agence des privatisations du Kosovo et de l'Agence fiduciaire du Kosovo »
- ainsi que « toute autre compétence prévue par la loi ».

## Fonctionnement
Les affaires soumises à la Cour sont analysées et jugées par un panel de trois juges, excepté lorsque la loi prévoit un plus grand nombre de juges. La chambre spéciale analyse les affaires liées à l'Agence des privatisations et l'Agence fiduciaire. Enfin, lorsque la Cour établit une jurisprudence, elle doit siéger en session générale, qui réunit l'ensemble des juges.

## Composition
La Cour suprême doit refléter la diversité ethnique du Kosovo. Ainsi, au moins 15 % des juges, mais plus de 3 d'entre eux, ne doivent pas appartenir à la communauté albanaise.
Comme dans l'ensemble du système judiciaire, les juges sont nommés, réaffectés et démis de leurs fonctions par le président de la République, sur proposition du Conseil judiciaire. 
Selon l'article 103 (alinéa 4) de la Constitution, le président de la Cour suprême est nommé pour un mandat de sept ans non renouvelable, parmi les juges de la Cour, par le président de la République, sur proposition du Conseil judiciaire. Il est démis de ses fonctions selon la même procédure.